# B-67 누크
B-67 누크(Boldklubben af 1967)는 그린란드 누크에 연고를 둔 스포츠 클럽이다. 축구, 배드민턴, 핸드볼 경기를 참가하며 2016년에 Nagdlunguaq-48을 3-1로 이기고 그린란드 풋볼 챔피언십에서 우승했다. 1980년대에는 누크 중심부에 있는 작은 구단으로 있었다. 구단은 주로 1980년대 중반에 청소년 개발에 집중하여 구단의 명성 상승에 크게 도왔다.

B-67은 많은 대회에 참가했지만 25년 동안 트로피 없이 지냈다. 1993년에 엘리트 선수들이 영입되면서 구단이 성장하기 시작했고 훈련 시설도 확장되어 선수단에 막대한 영향을 미쳤다. 더 나은 코칭으로 이 B-67 팀은 시니어 경기의 85%를 이겼고 1988년 이후 8번의 결승전에 출전했지만 한 번도 이기지 못했다.

## 역대 감독
| 감독            | 임기 |
| --------------- | ---- |
| 테클레 게브렐룰 | 불명 |